# Téléparis
Ne doit pas être confondu avec Télé-Paris.
Téléparis est une société de production télévisuelle fondée en 1999 et dirigée par Stéphane Simon.

## Historique
Téléparis est codétenue par Stéphane Simon et Thierry Ardisson.
En mars 2024, Thierry Ardisson vend les 49 % qu'il détenait au capital pour 900 000 euros.

## Les productions TéléParis
- De 1998 à 2002 : Rive droite / Rive gauche (Paris Première) production déléguée
- En 1999 : Too le Web (Disney Channel)
- En 1999 : Pink (France 2)
- Depuis 1999 : Paris Dernière (Paris Première)
- Depuis 2003 : La Chronique de François Simon (Paris Première)
- Depuis 2004 : Troisième Rappel (France 3)
- De 2004 à 2006 : 93, faubourg Saint-Honoré (Paris Première)
- Depuis 2005 : Le Cercle (Canal + Cinéma)
- De 2005 à 2007 : Concerts Sauvages (France 4)
- Depuis 2006 : La Boîte à Musique de Jean-François Zygel (France 2)
- Depuis 2006 : Salut les Terriens ! (Canal+ et C8)
- Depuis 2006 : L’avis de Mouloud (Canal+)
- De 2006 à 2007 : Culture Club (France 4)
- De 2006 à 2007 : Tentations (Canal+)
- Depuis 2007 : Paris Croisière (Paris Première)
- Depuis 2007 : One Man Sauvage (France 4)
- Depuis 2007 : Côté Cuisine (France 3)
- En 2007 : Les Agités du bocal (France 4)
- En 2007 : La Vitrine (Paris Première)
- Depuis 2007 : La Vie des Animaux Selon les Hommes (France 5 et Aol)
- En 2008 : Catch me ! Si tu peux... (Virgin 17)
- En 2011 : Ce soir on dîne ailleurs (TF1)
- De 2013 à 2016 : On n'est plus des pigeons ! (France 4)[3]
- De 2014 à 2015: Jour de Brocante (France 3)
- Depuis 2014 : Paris le club (France 3)
- Depuis 2014 : Music Explorer (France Ô)
- Depuis 2014 : La Nuit des Molières (France 2)
- En 2015 : Talents d'ailleurs (M6)
- Depuis 2015 : On a tous en nous quelque chose de... (France 2)
- Depuis 2015 : Polonium (Paris Première)
- Depuis 2016 : Zéro limite (C8)
- Depuis 2016 : Trésors Volés (France 2)
- 2017: Victimes : leur vie a basculé (RMC Découverte)
- Depuis 2018 : On n'est plus des pigeons ! (France⋅tv Slash)